# Jürgen May
Jürgen May (ur. 18 czerwca 1942 w Nordhausen) – niemiecki lekkoatleta, średnio- i długodystansowiec, były rekordzista świata i rekordzista Europy.
Początkowo startował w barwach Niemieckiej Republiki Demokratycznej. 23 sierpnia 1963 w Poczdamie ustanowił rekord świata w sztafecie 4 × 1500 metrów czasem 14:58,0 (sztafeta NRD biegła w składzie: Manfred Matuschewski, May, Siegfried Herrmann i Siegfried Valentin). May wystąpił we wspólnej reprezentacji Niemiec na igrzyskach olimpijskich w 1964 w Tokio, gdzie odpadł w półfinale biegu na 1500 metrów.
Rok 1965 był dla Maya szczególnie udany. 14 lipca w Erfurcie poprawił rekord Europy w biegu na 1500 metrów czasem 3:36,4. 20 lipca, również w Erfurcie, ustanowił rekord świata w biegu na 1000 metrów wynikiem 2:16,2. We wrześniu w Stuttgarcie podczas finału Pucharu Europy zajął 2. miejsce w biegu na 800 metrów i 3. miejsce w biegu na 1500 metrów. W tym roku May również poprawił dwukrotnie rekord NRD do czasu 1:46,3 (15 sierpnia w Poczdamie). Został wybrany najlepszym sportowcem NRD w 1965.
Zajął 5 miejsce w biegu na 1500 metrów i odpadł w półfinale biegu na 800 metrów na mistrzostwach Europy w 1966 w Budapeszcie. Na tych mistrzostwach May przekupił sumą 500 dolarów swego kolegę z reprezentacji Jürgena Haasego, by ten pobiegł w biegu na 10 000 metrów, ale nie w butach Adidasa, lecz Pumy (Haase zwyciężył w tym biegu). Wywołało to polityczny skandal, który zakończył się dożywotnią dyskwalifikacją Maya (Haase został ułaskawiony). May został również pozbawiony pracy w gazecie wychodzącej w Erfurcie i musiał zatrudnić się jako nauczyciel wychowania fizycznego. W 1967 udało mu się z pomocą Karla Eyerkaufera zbiec do Republiki Federalnej Niemiec. Wywołało to kolejne represje ze strony NRD. May nie był wymieniany na liście sportowców roku NRD (jego miejsce zajął drugi w plebiscycie Peter Ducke). Gdy May został zgłoszony do startu w mistrzostwach Europy w 1969 w Atenach jako zawodnik RFN, nie został dopuszczony do startu wskutek sprzeciwu kierownictwa reprezentacji NRD. W efekcie reprezentacja RFN wycofała się z wszystkich konkurencji indywidualnych, ograniczając się do biegów sztafetowych.
Jako reprezentant RFN May zdobył brązowy medal w biegu na 1500 metrów na halowych mistrzostwach Europy w 1972 w Grenoble, za Jacquesem Boxbergerem z Francji i Spiliosem Zacharopulosem z Grecji. Odpadł w eliminacjach biegu na 5000 metrów na igrzyskach olimpijskich w 1972 w Monachium i wkrótce potem zakończył karierę sportową.
May był mistrzem NRD w biegu na 1500 metrów w 1962, 1965 i 1966 oraz brązowym medalistą na tym dystansie w 1964, a także wicemistrzem w biegu na 800 metrów w 1962. Był również mistrzem NRD w sztafecie 3 × 1000 metrów w latach 1962–1964. W hali był mistrzem NRD w biegu na 1500 metrów w 1965 i 1966 oraz wicemistrzem w 1964. Zwyciężył w mistrzostwach NRD w biegu przełajowym na krótkim dystansie w latach 1963–1965. W drużynie był mistrzem na krótkim dystansie w 1965, wicemistrzem w 1963 i brązowym medalistą w 1964.
W RFN May był mistrzem kraju w biegu na 1500 metrów w 1970 oraz w biegu na 3000 metrów z przeszkodami w 1971, a także wicemistrzem w biegu na 5000 metrów w 1972. W hali był mistrzem RFN w biegu na 1500 metrów w 1969 i w biegu na 3000 metrów w latach 1970–1972. Był również mistrzem RFN w biegu przełajowym (na krótkim dystansie) w 1969.